# Mémorial du Mardasson
Le mémorial du Mardasson (communément appelé le Mardasson) est un monument élevé sur une colline située à environ deux kilomètres au nord-est de Bastogne, dans la province de Luxembourg (Région wallonne de Belgique). Inauguré en 1950, il témoigne de la reconnaissance de la population belge aux soldats américains qui, durant l'hiver 1944-1945, donnèrent leur vie lors de la bataille des Ardennes pour contrer la dernière offensive allemande de la Seconde Guerre mondiale. L'historique du mémorial du Mardasson a été développé dans le livre co-écrit par Michel Francard et Robert Moërynck, Le mémorial du Mardasson (Musée de la Parole en Ardenne, 2005), traduit en anglais sous le titre The Mardasson Memorial in Bastogne (2006).

## Le monument du Mardasson
Construit, sur les plans de l'architecte Georges Dedoyard,, en forme d’étoile, signe distinctif des troupes alliées durant la campagne de libération (évocation du drapeau américain), sur une élévation naturelle en bordure de la rivière Wiltz, le monument porte l’inscription latine « populus belgicus memor liberatoribus americanis ». Au fronton du monument, à l’extérieur et à l’intérieur, se trouvent inscrits les noms de tous les États membres des États-Unis d'Amérique, y compris ceux (Alaska, Hawaii) qui entrèrent dans l’union après la guerre.
La visite du monument est gratuite et il est possible via un escalier en colimaçon d'accéder sur le sommet du batiment.

## La crypte
Près du monument se trouve une crypte abritant des autels dans trois niches voûtées décorée chacune d'une mosaïque due à l'artiste français Fernand Léger. Chaque autel est dédié à un culte : catholique, protestant et juif. Une plaque commémorative porte l'inscription suivante : 

« On July sixteenth nineteen hundred and fifty divine services were held in this crypt in honor of the gallant officers and men of the armed forces of the United States of America who fought in the Battle of the Bulge. 76890 were killed wounded or reported missing. »

Ce qui donne en français : 

« Le 16 juillet 1950 des services divins ont eu lieu dans cette crypte en l'honneur des braves officiers et hommes des forces armées des États-Unis d'Amérique qui ont combattu lors de la bataille des Ardennes. 76890 personnes ont été tuées ou portées disparues. »

## Le Bastogne War Museum
En 1945, la guerre terminée, des collectionneurs rassemblent objets militaires et autres vestiges de la bataille des Ardennes que l’on pouvait trouver en grand nombre dans la région et sur les champs de bataille.
Le plus fervent d’entre eux, Guy Franz Arend, ouvre en 1950 un petit musée qu’il appelle le Bastogne Nuts Museum. Son initiative est connue et il est bientôt secondé par de célèbres « anciens de Bastogne » tels que les généraux Anthony McAuliffe (américain) et  Hasso von Manteuffel (allemand) qui lui obtiennent d’autres souvenirs.
La collection augmentant de dons faits par des vétérans et donateurs, Arend cherche un nouvel endroit pour son musée. En 1965, il obtient de la ville de Bastogne un terrain près du mémorial du Mardasson pour y construire son musée. Le projet, soutenu par le bureau de tourisme de Bastogne, prend encore dix ans pour être réalisé.
Comme le souhaitait Arend, le musée baptisé Bastogne Historical Center qui abrite ses collections est également construit en forme d’étoile. Il est inauguré le 31 mai 1976 par le prince Albert de Liège. L’année correspond à la célébration du deuxième centenaire de l’indépendance des États-Unis (1776–1976).
Tous les objets présentés dans le musée sont authentiques. Même s’ils sont de moindre importance ou valeur, il n’est pas rare que, encore aujourd’hui, des souvenirs gardés par des vétérans de la bataille soient légués ou offerts au centre par leurs héritiers. Des scènes — l’une américaine, l’autre allemande — sont reconstruites, permettant aux visiteurs de revivre avec réalisme la vie quotidienne des soldats durant cet hiver extrêmement rigoureux ainsi que des moments clés de la bataille des Ardennes.
La structure en étoile du Bastogne Historical Center a été prolongée d’un nouveau bâtiment et, le 22 mars 2014, a lieu la réouverture du musée portant désormais le nom de Bastogne War Museum.  Plus grand (1 600 m2) et plus moderne que le musée précédent, le Bastogne War Museum présente, entre autres, trois mises en scène interactives en trois dimensions. Le visiteur est guidé par plusieurs personnages témoins (américain, allemand, belges) de cette période de guerre.

## Galerie de photographies

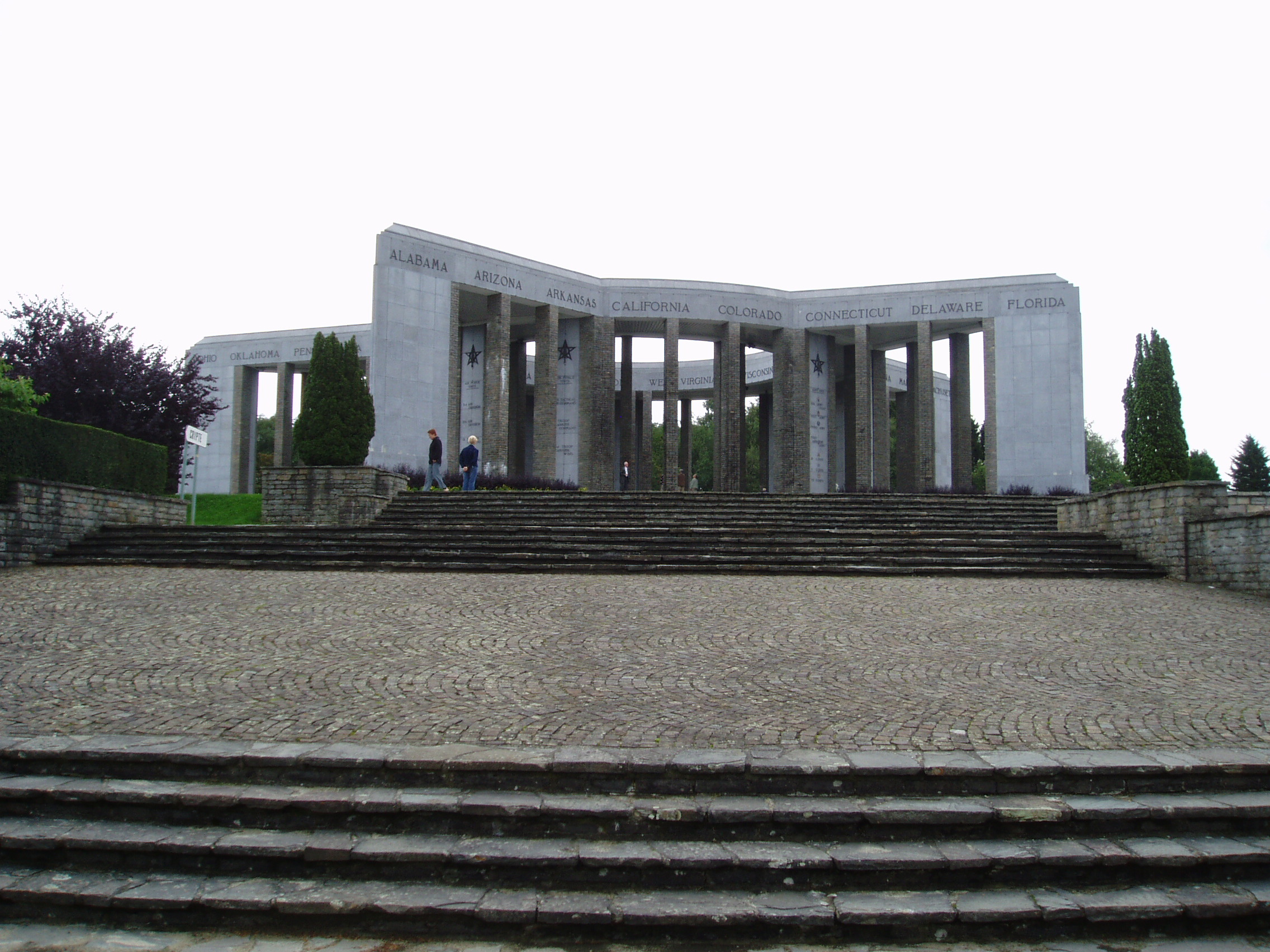
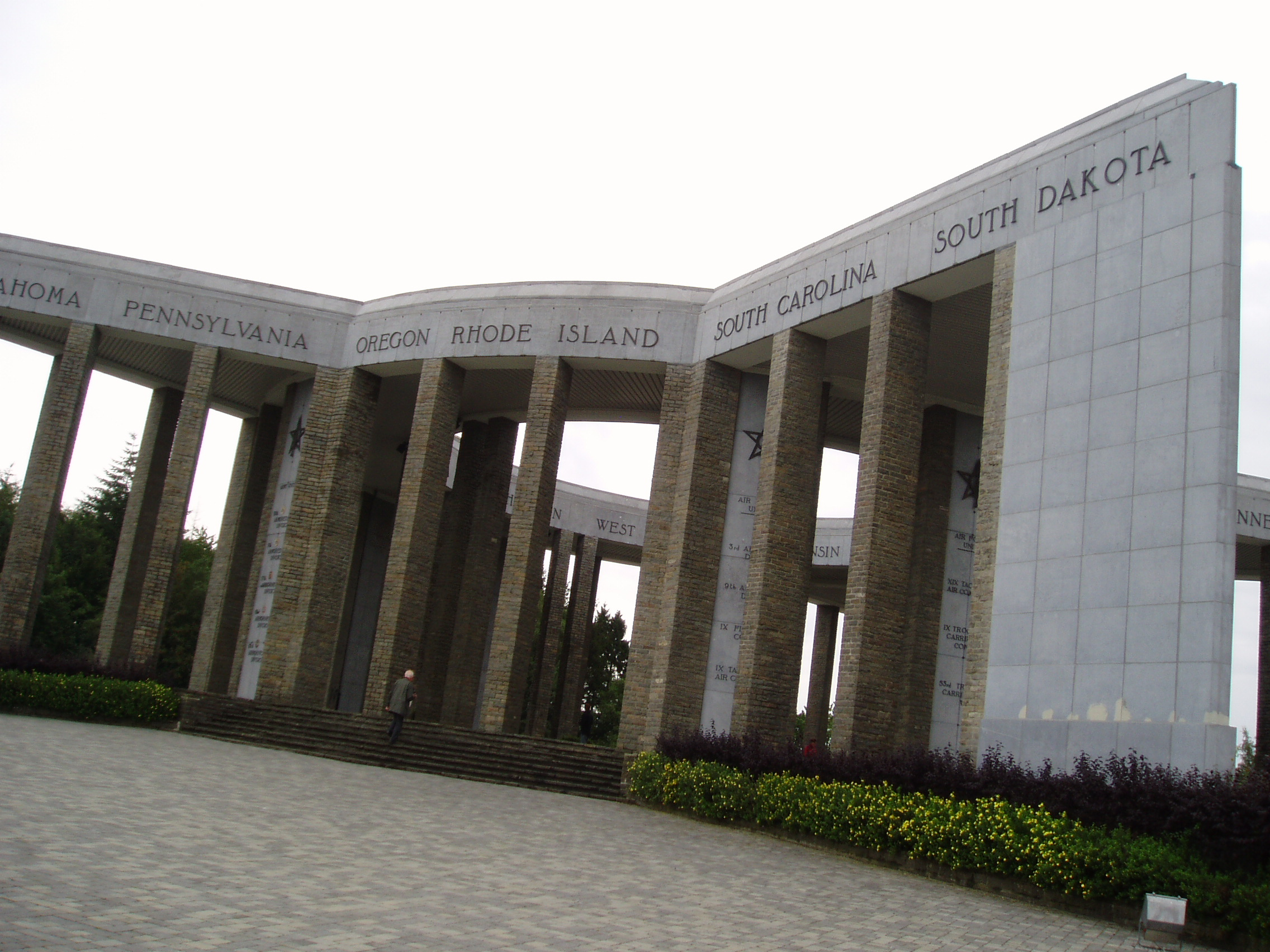
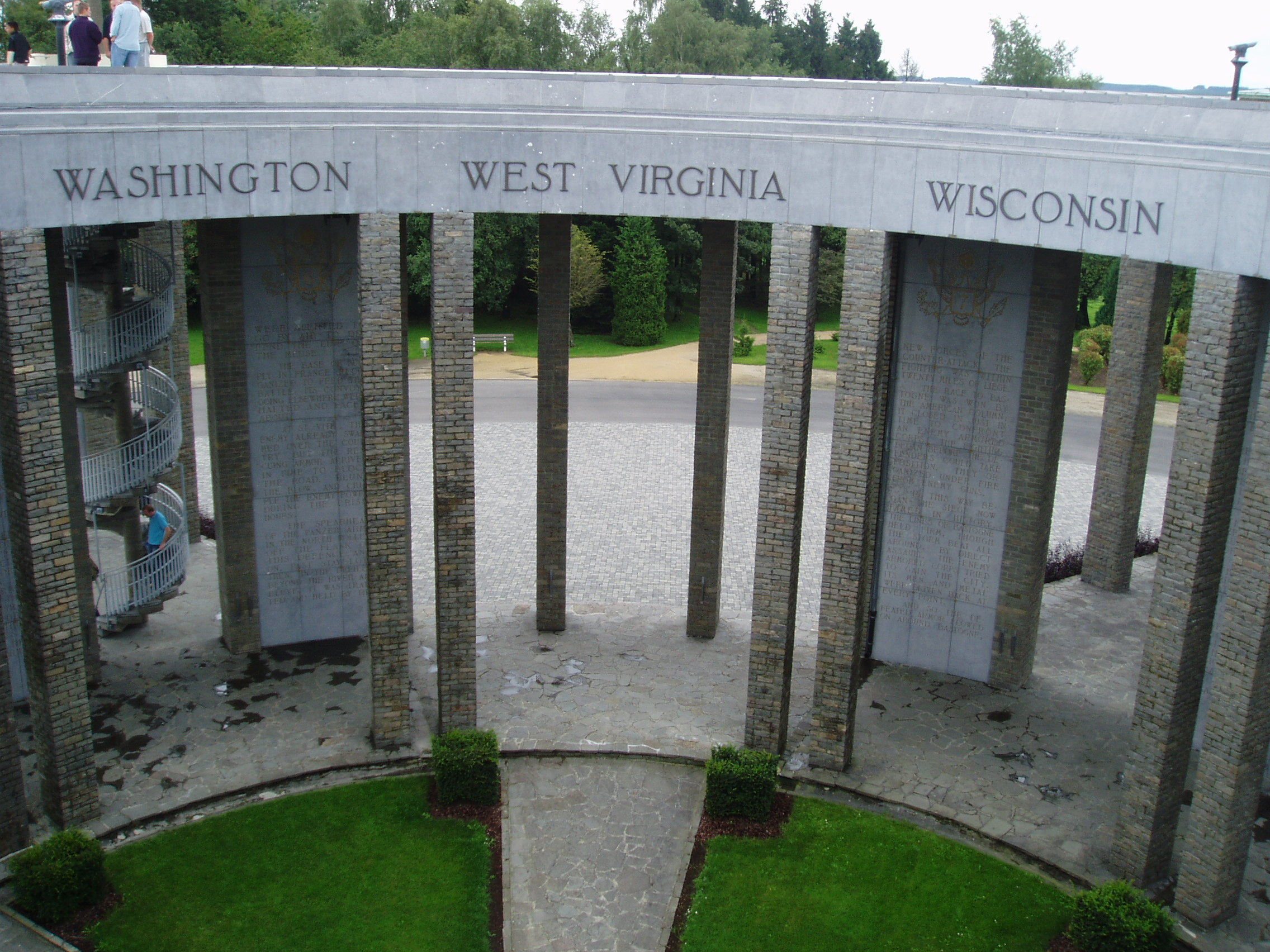
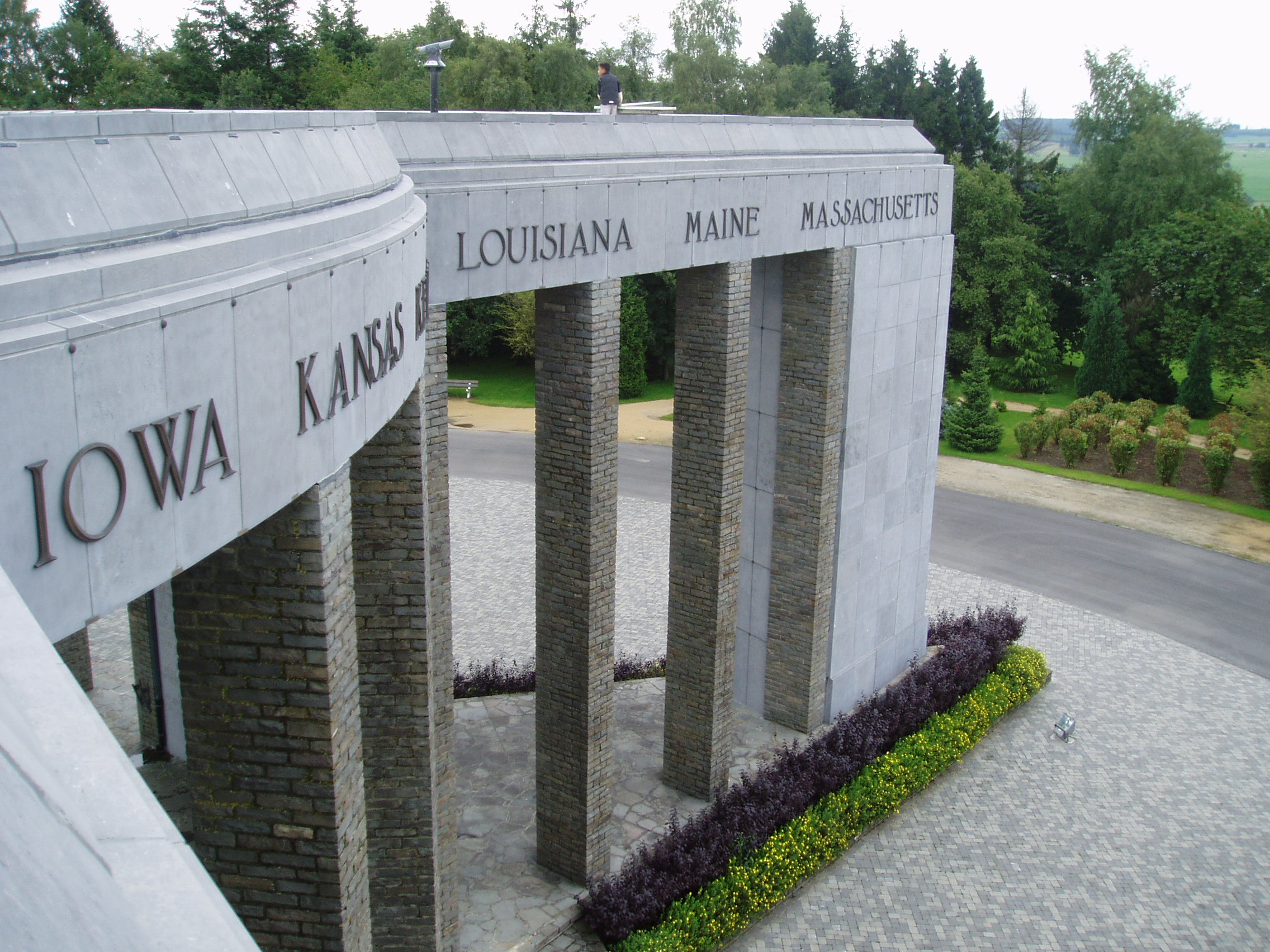
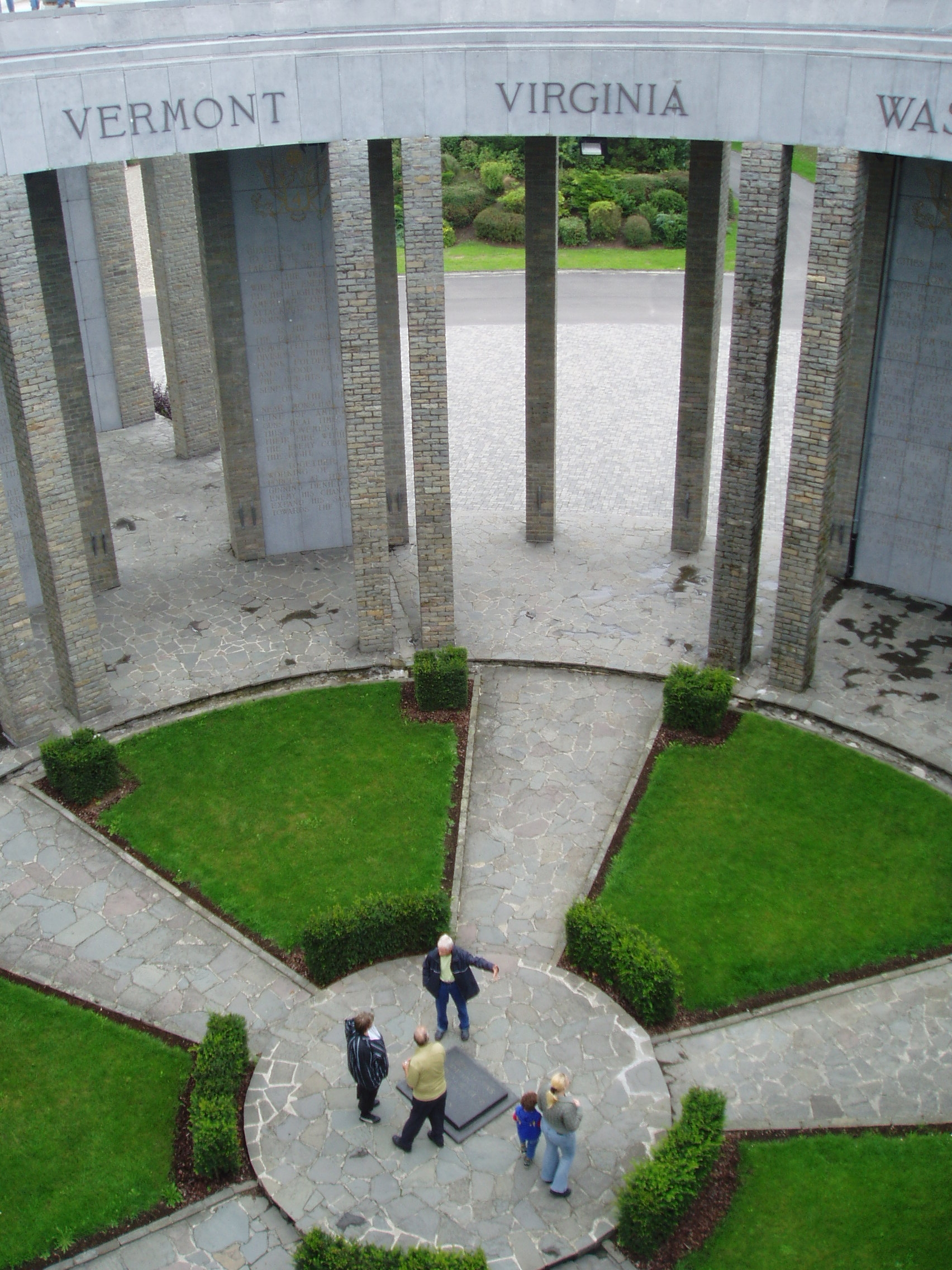
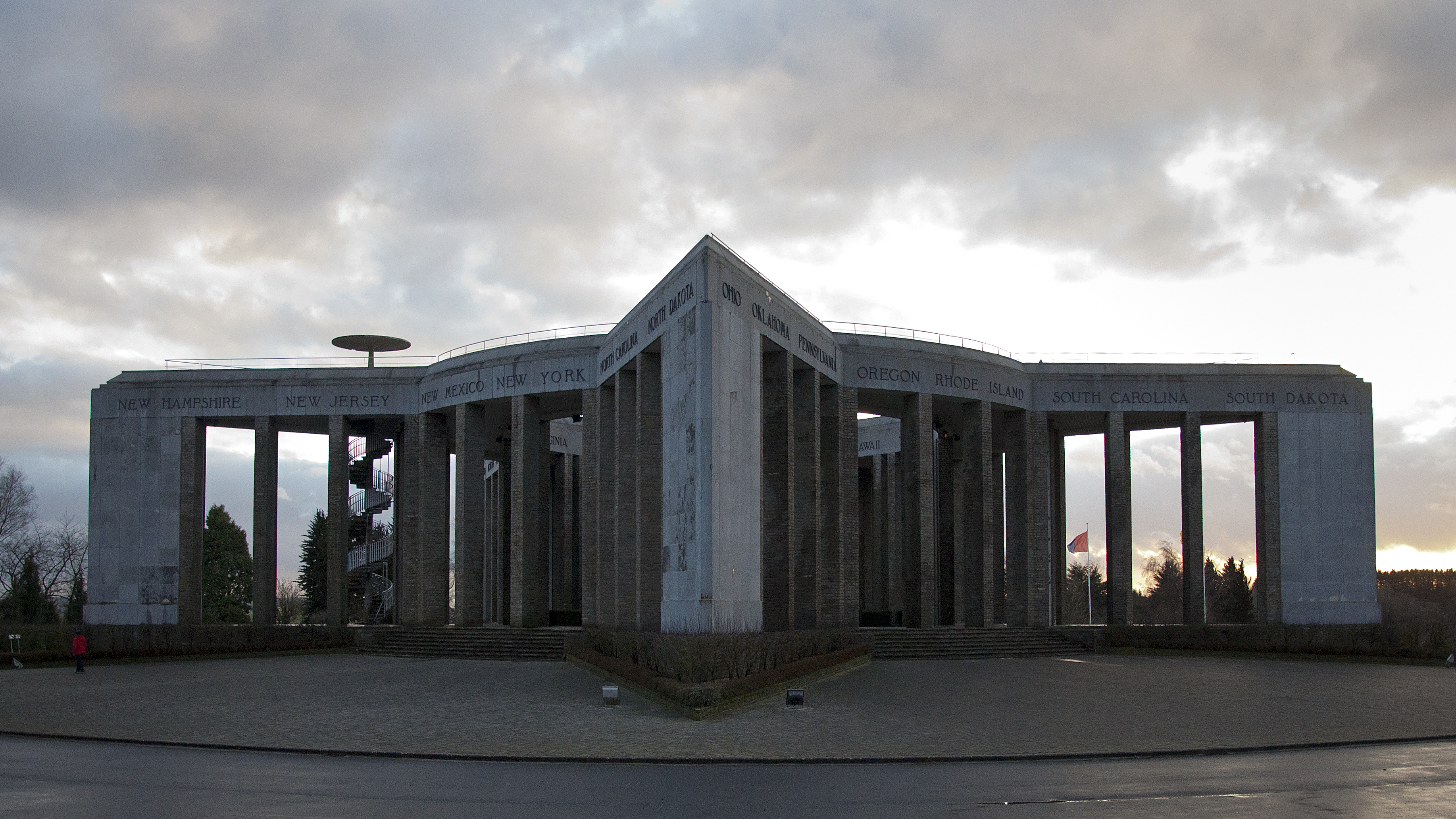

## Origine du nom mardasson
Le nom désignerait un lieu caractérisé par la mauvaise qualité de ses terres, pâturages au sol fangeux, ou cours d´eau particulièrement boueux